# Поляриссима
Поляриссима (від лат. polaris — полярний) — умовна назва зорі, що розташована поблизу одного з полюсів світу (північного або південного) і видима неозброєним оком у полі зору меридіанних інструментів протягом усієї ночі. Поляриссими застосовують для встановлення меридіанних інструментів, а також для контролю за зміною їх положень. Кут піднесення застосовують для визначення широти місця.

## Земля
Для північного полюса Землі поляриссимою є Полярна зоря (α Малої Ведмедиці). Її відстань від полюса становить близько півградуса. Для південного полюса найближчою зорею є Сигма Октанта, але вона доволі тьмяна (5,5m).
У той час як інші зорі змінюють своє положення на небосхилі впродовж доби, поляриссима залишається на небі майже непорушною.
Однак небесні полюси повільно дрейфують через прецесію осі обертання Землі, протягом 26 000 років описуючи на небосхилі коло радіусом приблизно 23,5° із центром у полюсі екліптики. Крім того, зорі рухаються в космічному просторі, через що змінюється їх взаємне розташування. Тому поляриссими в різні епохи будуть різними.
|                                                     |                                                     |                                                                      |                                                                      |
| Коловорот зірок навколо північної поляриссими Землі | Коловорот зірок навколо південної поляриссими Землі | Прецесія північного полюса на зоряному небі (дати від початку н. е.) | Прецесія південного полюса на зоряному небі (дати від початку н. е.) |

## Інші планети
Поляриссими інших планет визначаються аналогічно: це зорі, які розташовані поблизу проєкції осі обертання планети на небесну сферу та яскравіші за 6 зоряну величину (тобто, видимі неозброєним оком). Різні планети мають різні поляриссими, тому що їх осі обертання орієнтовані по-різному.
| Планета / супутник | Північний полюс            | Південний полюс     |
| ------------------ | -------------------------- | ------------------- |
| Меркурій           | Омікрон Дракона            | Альфа Живописця     |
| Венера             | Фі Дракона                 | Ета Золотої Риби    |
| Місяць             |                            | Дельта Золотої Риби |
| Марс               | Садр і Денеб Лебедя        | Каппа Вітрил        |
| Юпітер             |                            |                     |
| Сатурн             |                            | Дельта Октанта      |
| Уран               | Ета Змієносця              | 15 Оріона           |
| Нептун             | між Гамма і Дельтою Лебедя | Гамма Вітрил        |